# Władimir Pietruczik
Władimir Wasiljewicz Pietruczik, ros. Владимир Васильевич Петручик, pol. Włodzimierz Pietruczyk (ur. w 1885, zm. w 1954 w Londynie) – rosyjski pedagog, duchowny prawosławny, szef duszpasterstwa prawosławnego 2 Korpusu Polskiego podczas II wojny światowej.
Ukończył studia na wydziale historyczno-filologicznym uniwersytetu w Moskwie. W latach 1913–1914 uczył literatury i języka rosyjskiego w gimnazjum w Brześciu nad Bugiem. Nauczycielem tych przedmiotów został ponownie w 1919, kiedy gimnazjum otwarto ponownie jako szkołę rosyjskojęzyczną. W okresie międzywojennym był też autorem broszur o pisarzach rosyjskich, jak Anton P. Czechow, Fiodor M. Dostojewski czy Aleksandr S. Puszkin. Założył, a następnie redagował literacką gazetkę szkolną „Probleski”. Ponadto przewodniczył gimnazjalnemu kręgowi literackiemu im. A.S. Puszkina. W 1935 r. ukończył seminarium duchowne w Pińsku, obejmując probostwo w jednej ze wsi koło Brześcia. Kontynuował nauczanie w brzeskim gimnazjum rosyjskim. Po zajęciu miasta przez Armię Czerwoną jesienią 1939 r., został wraz z rodziną zesłany do Kazachstanu. Kiedy w ZSRR była formowana Polska Armia, wstąpił do niej jako kapelan prawosławny. W 1944 r. objął funkcję szefa duszpasterstwa prawosławnego 2 Korpusu Polskiego walczącego we Włoszech. Jednocześnie był kapelanem 5 Kresowej Dywizji Piechoty i 2 Warszawskiej Brygady Pancernej. Po zakończeniu wojny zamieszkał w Londynie.